# Karl Kohlbecker

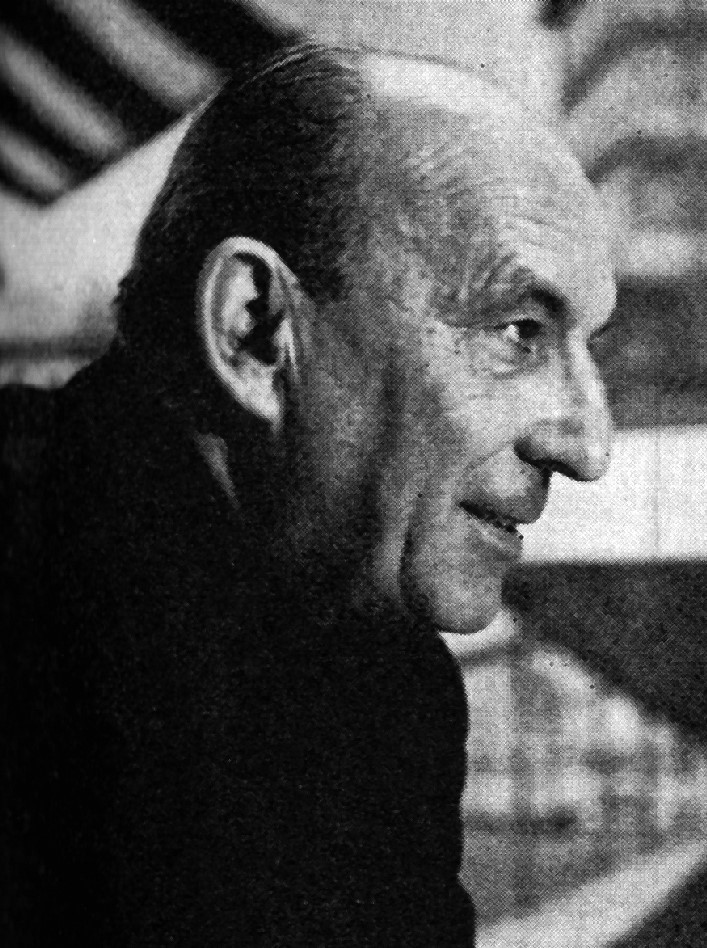
Karl Kohlbecker (1966)

Karl Kohlbecker (* 17. Januar 1906 in Gaggenau; † 12. Februar 1982 in Gernsbach; vollständiger Name: Karl Anton Kohlbecker) war ein deutscher Architekt und Gründer des Architekturbüros Kohlbecker in Gaggenau. Karl Kohlbecker gilt in Fachkreisen als ein Pionier des Industriebaus.

## Leben
Als einziger Sohn des Ziegeleibesitzers und Gaggenauer Bürgermeisters Karl Kohlbecker geboren, studierte er ab 1924/1925 an der Technischen Hochschule München, wo er 1929 seine Diplom-Hauptprüfung ablegte. Während der Studienzeit arbeitete er als Büropraktikant für Egon Eiermann. Es entstand eine jahrzehntelange Freundschaft mit Eiermann.
Trotz der Weltwirtschaftskrise gründete Karl Kohlbecker 1930 ein eigenes Büro. Kurz vor seinem 25. Geburtstag, am 11. Januar 1931, reichte er sein erstes Baugesuch für ein Wohnhaus ein. Zu Anfang der 1930er Jahre wurde er mit Planungen des Daimler-Benz-Werkes Gaggenau, der Erstellung eines Konstruktionsbüros sowie eines Sozialgebäudes beauftragt. 1934 verlegte Karl Kohlbecker das Hauptbüro nach Berlin. Auftraggeber war im Wesentlichen die Industrie, unter anderem Daimler-Benz (Werk Berlin-Marienfelde), Flugmotorenwerk Genshagen der Daimler-Benz Motoren GmbH, Teves-Werke (ATE) und Rautenbach Leichtmetall.
Im Dezember 1937 legte Kohlbecker, wie auch der Architekt Emil Rudolf Mewes und die Architektengemeinschaft Fritz Schupp und Martin Kremmer, einen Entwurf zur Erstellung des Volkswagenwerkes bei Fallersleben (seit 1945 Wolfsburg) vor. Schließlich wurden die Architekten mit einer gemeinsamen Bauausführung beauftragt. Kohlbecker oblag mit seinem Büro die technische Oberleitung und die  Gesamtbauleitung sowie die Planung der Versandhalle und der Elektrogießerei.
Nach Ende des Zweiten Weltkriegs 1945 begann Karl Kohlbecker als Ein-Mann-Büro in seiner zerstörten Heimatstadt Gaggenau von neuem. Der Wiederaufbau seiner Heimatstadt, Wohnhäuser, Ladengeschäfte, Industriegebäude, das Rathaus prägten seine Arbeit von 1945 bis Mitte der 1950er Jahre. Hinzu kamen die Aufträge der französischen Zentralverwaltung mit Neubauten von Verwaltungsgebäude, Schulen, Hotels, Krankenstationen innerhalb der damaligen französischen Besatzungszone, sowie die Masterplanung der Werke der Daimler-Benz AG in Brasilien und Argentinien.
Mit der Beauftragung zum Neubau des Automobilwerkes der 1949 neu gegründeten Auto Union GmbH in Ingolstadt 1958 begann ein neuer Abschnitt im Gesamtwerk des Industriearchitekten Karl Kohlbecker. Es folgten weitere Aufträge für Fichtel & Sachs, Pegulan, Dambach, Kühnle, Kopp & Kausch, Kneissl und insbesondere Bauaufträge der Daimler-Benz AG in Sindelfingen, Mannheim und Wörth.
Karl Kohlbecker starb am 12. Februar 1982 in Gernsbach. Das Büro wurde von seinem Sohn Christoph Kohlbecker und aktuell von dessen Söhnen Matthias Kohlbecker und Florian Kohlbecker (bis 2015) als Kohlbecker Gesamtplan GmbH weitergeführt.

## Bauwerke (Auswahl)
- 1934: Wohnsiedlung in Berlin-Ludwigsfelde
- 1934/1935: Teves-Werke in Berlin
- 1936: Rautenbach Leichtmetall, Wernigerode
- 1939: Neubau eines Personenkraftwagenwerkes einschließlich der gesamten Infrastruktur Volkswagen AG, Wolfsburg

- 1952: Wiederaufbau einer Anlage der US-Army
- 1952: Lyceum Baden-Baden
- 1954: Verwaltungsgebäude der französischen Zivilverwaltung, Baden-Baden
- 1956: Daimler-Benz Werke in Argentinien und São Paulo (Brasilien)
- 1956/1969: Kneissl Skifabrik, Kufstein
- 1957: Rathaus Gaggenau, Gaggenau
- 1959–1974: Ausbau und Neubau eines Personenkraftwagenwerkes in Sindelfingen einschließlich der gesamten Infrastruktur für die Daimler-Benz AG
- 1958–1963: Generalbebauungsplan und Neubau eines PKW-Montagewerkes für die Auto Union AG, Ingolstadt

- 1960: Daimler-Benz Gießerei, Mannheim
- 1961: Daimler-Benz Verwaltung, Gaggenau
- 1961: Goethe-Gymnasium, Gaggenau
- 1961/1962: Kurhaus Forbach
- 1963–1974: Neubau eines Lastkraftwagen-Montagewerkes in Wörth für die Daimler-Benz AG
- 1963: Volksschule Steinbach, Gemeinde Steinbach
- 1964: Gymnasium Gernsbach
- 1968–1972: Neubau der Einkaufszentren Mann Wertkauf und Mann Mobilia in Karlsruhe, Freiburg und Wiesbaden
- 1969: Katholische Kirche St. Josef mit Kindergarten in Gaggenau, Wiesenweg

- 1972: Neubau und Ausbau der Werkanlagen zur Herstellung von Verkehrsschildern und -leitsystemen der Adolf Dambach GmbH, Gaggenau